# Feeney Col
Il Feeney Col (in lingua inglese: Valico Feeney), è un valico o passo di montagna antartico posto sul fianco nordorientale del Feeney Peak, nella parte centrale dei Medina Peaks, che fanno parte dei Monti della Regina Maud, in Antartide. Anche se l'accesso è molto ripido da entrambi i lati, con i suoi 970 m di altezza il valico consente un agevole passaggio attraverso i Medina Peaks.
Il valico è stato mappato dall'United States Geological Survey (USGS) sulla base di rilevazioni e foto aeree scattate dalla U.S. Navy nel periodo 1960-64. Il passo è stato usato dai membri della New Zealand Geological Survey Antarctic Expedition, 1969–70; la denominazione è stata assegnata assieme a quella del Feeney Peak, in onore di Robert E. Feeney (1913-2006), biologo presso la Stazione McMurdo in diverse campagne estive dal 1964–65 al 1968–69.